# مغاريم بالحمان (الضليعة)

تعديل مصدري - تعديل

مغاريم بالحمان هي إحدى قرى عزلة الضليعة بمديرية الضليعة التابعة لمحافظة حضرموت، بلغ تعداد سكانها 12 نسمة حسب تعداد اليمن لعام 2004.